# 1783
Промислова революція •  Просвітництво • Глухівський період в історії Гетьманщини •  Російська імперія

## Геополітична ситуація
Османську імперію очолює султан Абдул-Гамід I (до 1789). Під владою османів перебувають Близький Схід та Єгипет, Середземноморське узбережжя Північної Африки, частина Закавказзя, значні території в Європі: Греція, Болгарія та Сербія. Васалами османів є Волощина та Молдова.
Священна Римська імперія охоплює, крім німецьких земель, Угорщину з Хорватією, Трансильванію, Богемію, Північну Італію, Австрійські Нідерланди. Її імператор — Йосиф II (до 1790). Королем Пруссії є Фрідріх II (до 1786).
У Франції королює Людовик XVI (до 1792). Франція має колонії в Північній Америці та Індії. В Іспанії править Карл III (до 1788). Королівству Іспанія належать південь Італії, Нова Іспанія, Нова Гранада та Віцекоролівство Перу, Внутрішні провінції та Віцекоролівство Ріо-де-ла-Плата в Америці, Філіппіни. У Португалії королюють Марія I (до 1816) та Педру III (до 1786). Португалія має володіння в Бразилії, в Африці, в Індії, в Індійському океані й Індонезії.
На троні Великої Британії сидить Георг III (до 1820). Британія має колонії в Північній Америці, на Карибах та в Індії. У Північноамериканських колоніях Британії закінчилася війна за незалежність. Утворились Сполучені Штати Америки, територія на півночі континенту належить Великій Британії, територія на півдні та заході — Іспанії й Франції.
Північ Нідерландів займає Республіка Об'єднаних провінцій. Вона має колонії в Північній Америці, Індонезії, на Формозі та на Цейлоні. Король Данії та Норвегії — Кристіан VII (до 1808), на шведському троні сидить Густав III (до 1792). На Апеннінському півострові незалежні Венеціанська республіка та Папська область. Король Речі Посполитої — Станіслав Август Понятовський (до 1795). У Російській імперії править Катерина II (до 1796).
Україну розділено між трьома державами. Королівство Галичини та Володимирії належить Австрії. По Дніпру проходить кордон між Річчю Посполитою та Російською імперією. Лівобережна частина розділена на Київське намісництво, Чернігівське намісництво, Новгород-Сіверське намісництво, Новоросійську губернію та Харківське намісництво. Задунайська Січ існує під протекторатом Османської імперії. Крим став частиною Російської імперії.
В Ірані править династія Зандів.
Значними державами Індостану є Імперія Великих Моголів, Імперія Маратха. Зростає могутність Британської Ост-Індійської компанії. У Китаї править Династія Цін. У Японії триває період Едо.

## Події

### В Україні
- 8 квітня видано маніфест Катерини II про приєднання Криму до Російської імперії.
- 3 травня російська імператриця Катерина Друга заборонила указом селянам Лівобережної України та Слобожанщини переселятися з місць останньої ревізії, тобто відбулось закріпачення селян.
- Розформовано козацькі полки на Лівобережжі і юридично запроваджено кріпацтво. Українські землі були повністю інтегровані до складу Російської імперії.
- Засновано Севастополь.

### У світі
- 7 лютого французи й іспанці зняли облогу Гібралтару.
- 21 травня укладено курляндсько-російську конвенцію про кордон і торгівлю.
- 8 червня розпочалося виверження вулкана Лакі, Ісландія. Найбільше у світі вулканічне виверження коли-небудь відоме історії, привело до тисяч жертв у цілій Європі.
- 4 серпня почалося виверження вулкану Асама в Японії.
- 3 вересня підписано Версальський мирний договір, що завершив війну за незалежність США.
- 3 листопада розпущено Континентальну армію.
- 1 грудня відбувся перший політ на повітряній кулі.
- 23 грудня генерал Вашингтон подав у відставку з посади головнокомандувача Континентальної армії.

#### Історія Російської імперії
- 17 липня затверджено герб міста Перм.
- 4 серпня Георгіївським трактатом проголошено приєднання Грузії до Російської імперії.

### Наука та культура
- Джон Гудрайк представив перед Королівським товариством доказ того, що Алголь є затемнювальною зіркою.
- Жером Лаланд опублікував перероблений зоряний каталог Джона Флемстида, використавши позначення, що стали відомими як позначення Флемстида.
- Синтез води (Лауазьє).
- Брати Монгольф'є провели публічну демонстрацію повітряної кулі.
- Пілатр де Розьє та Франсуа д'Арланд стали першими людьми, які здійснили повітряний політ.
- Луї-Себастьян Ленорман уперше продемонстрував парашут.
- Медаль Коплі отримали Джон Гудрайк за спостереження за Алголем та Томас Гатчінгс за уточнення точки замерзання ртуті.

## Народились
див. також Категорія:Народились 1783
- 23 січня — Фредерік Стендаль (Анрі-Марі Бейль), французький письменник.
- 9 лютого — Василь Андрійович Жуковський, російський поет, основоположник російського романтизму.
- 23 лютого — Меїр Амшель Ротшильд, фінансовий магнат.
- 3 квітня — Вашингтон Ірвінг, американський письменник, біограф.
- 19 червня — Фрідріх Вільгельм Адам Сертурнер, німецький хімік.
- 24 липня — Сімон Болівар, національний герой шістьох латиноамериканських країн, які завдяки йому звільнились від влади Іспанії, президент Великої Колумбії (1819—30).

## Померли
див. також Категорія:Померли 1783